# Stanisław Laudański
Stanisław Laudański (ur. 25 lutego 1879 w Chruścielach, zm. 1 sierpnia 1926) – podpułkownik kawalerii Wojska Polskiego.

## Życiorys
Urodził się w rodzinie Edwarda i Marii z domu Chapnis. Absolwent gimnazjum z 1900. W 1904 ukończył studia na Wydziale Prawa Uniwersytetu Warszawskiego. Następnie do 1905 odbył roczną służbę wojskową w Armii Imperium Rosyjskiego zostając chorążym. Pracował jako sędzia śledczy w mieście Wiatka.
Po wybuchu I wojny światowej został powołany do armii carskiej w lipcu 1914. Przydzielony do 17 pułku dragonów niżegorodzkich. W 1914 mianowany podporucznikiem, w 1915 porucznikiem, w 1917 podrotmistrzem. W grudniu 1917 został oficerem I Korpusu Polskiego w Rosji, organizując administrację i służąc w 3 pułku ułanów.
Po odzyskaniu niepodległości przez Polskę wstąpił do Wojska Polskiego 3 listopada 1918. Zweryfikowany do stopnia majora kawalerii działał w organizowaniu macierzystej jednostki. Walczył w wojnie polsko-ukraińskiej na stanowisku dowódcy dywizjonu. Podczas wojny polsko-bolszewickiej został oficerem Naczelnego Dowództwa Wojska Polskiego, w ramach którego w 1919 został szefem Sekcji XI Politycznej w Oddziale IV Główne Kwatermistrzostwo, a 29 października 1919 kierował sekcją polityczną Oddziału II. W 1920 został mianowany podpułkownikiem kawalerii.
Uczestniczył w wyznaczaniu i wytyczaniu granicy polsko-radzieckiej po traktacie ryskim w funkcji zastępcy przewodniczącego w podkomisji granicznej w Nieświeżu. Od stycznia 1923 pracował w Wojskowym Biurze Historycznym, gdzie zajął się dokumentowaniem relacji z I wojny światowej oraz gromadził dokumenty, określone jako „Teki Laudańskiego”. Od końca lutego 1923 pracował w Gabinecie Ministra Spraw Wojskowych, od 1924 służył w macierzystym 3 pułku Ułanów Śląskich, był redaktorem pisma „Polska Zbrojna”, był także przydzielony do generalnego inspektora jazdy, po czym od 15 maja 1925 do kwietnia 1926 ponownie był oficerem 3 pułku Ułanów Śląskich na stanowisku zastępcy dowódcy. Następnie był doradcą prawnym w Departamencie X Przemysłu Wojennego Ministerstwa Spraw Wojskowych.
Popełnił samobójstwo strzałem z rewolweru w Warszawie w nocy 1/2 sierpnia 1926, uprzednio w liście wskazując przełożonego z MSWoj. przyczynę „psychiczny rozstrój” (podał, iż „nie może przyznawać się dłużej do rewolucji i że śmierć jego należy uważać jako protest przeciw niej”, co miało związek z zamachem majowym 1926). Został pochowany na cmentarzu Powązkowskim w Warszawie,
Jego żoną była Hanna z domu Zaleska.

## Ordery i odznaczenia
- Krzyż Oficerski Orderu Odrodzenia Polski (2 maja 1922)[7][8]
- Amarantowa wstęga I Korpusu Polskiego na Wschodzie
- Order św. Stanisława II klasy (Imperium Rosyjskie)
- Order św. Stanisława III klasy (Imperium Rosyjskie)
- Order Świętej Anny III klasy (Imperium Rosyjskie)
- Order Świętej Anny IV klasy (Imperium Rosyjskie)
- Krzyż Wolności I kategorii III klasy (Estonia, 1925)
- Krzyż Czerwony (Węgry)
- Medal między sojuszniczy Médaille Interalliée (międzynarodowy)